# Биколово (Кимрский район)
Биколо́во — деревня в Кимрском районе Тверской области России.
Входит в состав Печетовского сельского поселения.

## География и транспорт
Деревня Биколово по автодорогам расположена в 33 км к северо-западу от города Кимры, в 40 км от железнодорожной станции Савёлово, и в 168 км от МКАД.
Деревня окружена массивом мелколиственных и хвойных лесов. Почва в деревне в большинстве своем относится к супесям, во многих местах присутствуют значительные залежи торфа.
Ближайшие населённые пункты — деревни Бересловлево, Творогово и Николо-Неверьево.

## История
Деревня Биколово впервые появляется на карте Тверской губернии А. Менде 1853 г. как деревня Бикалёво.
В 1931 г. деревня Биколово вошла в состав Кимрского района, входящего в состав Московской области.
В 1935 г. деревня вошла в состав новообразованной Калининской области.
С начала 90-х гг. деревня была в составе Паскинского сельского округа (ликвидирован в 2006 г.).
В 2006 г. деревня Биколово вошла в состав новообразованного Печетовского сельского поселения.

## Население
| 1859 | 2002 | 2010 |
| ---- | ---- | ---- |
| 75   | ↘6   | ↘5   |

## Учреждения
На момент 2022 г. жители ездят за медицинскими услугами — в Печетовский ФАП, а также в город Кимры.
Ближайший банкомат и отделение Сбербанка находятся в городе Кимры.